# نورالدین بوسنینه
نورالدین بوسنینه (انگلیسی: Noureddine Bousnina؛ زادهٔ ۱۷ ژانویهٔ ۱۹۶۳) بازیکن فوتبال است.
وی همچنین در تیم ملی فوتبال تونس بازی کرده‌است.